# 彼得拉·乌利希
彼得拉·乌利希（德語：Petra Uhlig，1954年7月22日—），旧姓坎特（Kahnt），德国女子手球运动员。她曾代表东德国家队参加1976年和1980年夏季奥林匹克运动会手球比赛，获得一枚银牌和一枚铜牌。